# Karachchi Division
Karachchi Division är en division i Sri Lanka.   Den ligger i distriktet Kilinochchi District och provinsen Nordprovinsen, i den norra delen av landet, 270 km norr om huvudstaden Colombo. Antalet invånare är 61 137.